# Bellevue, Kentucky
Bellevue, Kentucky (енгл. Bellevue) град је у америчкој савезној држави Кентаки.

## Демографија
По попису из 2010. године број становника је 5.955, што је 525 (-8,1%) становника мање него 2000. године.
| Група             | 2000.         | 2010.         |
| Белци             | 6.332 (97,7%) | 5.629 (94,5%) |
| Афроамериканци    | 14 (0,2%)     | 68 (1,1%)     |
| Азијати           | 22 (0,3%)     | 39 (0,7%)     |
| Хиспаноамериканци | 57 (0,9%)     | 136 (2,3%)    |
| Укупно            | 6.480         | 5.955         |